# Warmed Omari
Pour les articles homonymes, voir Omari.
Warmed Omari, né le 23 avril 2000 à Bandraboua (Mayotte), est un footballeur international comorien qui évolue au poste de défenseur central au Hambourg SV, en prêt du Stade rennais FC.

## Biographie

### En club
Né à Bandraboua, à Mayotte, en France, Warmed Omari débute à Dijon, dans le club du quartier des Grésilles. Entre 2013 et 2015, il est membre du pôle Espoirs de Ploufragan, avant d'évoluer avec la TA Rennes. À l'été 2014, il rejoint les U15 du Stade rennais FC.  

#### Stade rennais FC
En 2019, Warmed Omari est titulaire lors des cinq premiers matchs de Youth League. Il porte même le brassard des U19 rennais lors d'une rencontre. Il remporte en fin de saison le titre de champion de France U19. En juin 2020, il signe son premier contrat professionnel au Stade rennais FC. 
Le 27 avril 2021, après une saison 2020-2021 à côtoyer le groupe professionnel, il prolonge son contrat de trois années supplémentaires, soit jusqu'en juin 2024. Le 15 août 2021, il dispute son premier match lors d'une rencontre de Ligue 1 de la saison 2021-2022 face au Stade brestois 29. Son équipe fait match nul (1-1). Le 19 septembre suivant, il est titularisé dès sa troisième apparition en professionnel contre le Stade de Reims lors d'un match qui se solde par une défaite des Rouge et Noir (0-2). Avec les débuts difficiles de Loïc Badé, Bruno Génésio le met titulaire dans le onze rennais à partir du mois d'octobre. 
Le 30 décembre 2021, après un début de saison 2021-2022 réussi avec une place de titulaire gagnée au côté de Nayef Aguerd, il prolonge son contrat de deux années supplémentaires, soit jusqu'en juin 2026. Le 14 septembre 2023, alors qu'il entame sa troisième saison en tant que professionnel (dont sa deuxième aura été affectée par les blessures), il prolonge son contrat d'une année supplémentaire, soit jusqu'en juin 2027. 

##### Prêt à l'Olympique lyonnais
Le 30 août 2024, lors du dernier jour du mercato estival, Warmed Omari est prêté pour une durée d'un an avec option d’achat à l'Olympique lyonnais,. Le montant du prêt est de 500 000 euros et s’accompagne d’une option d’achat fixée à 10 millions d'euros.

##### Prêt au Hambourg SV
Le 7 août 2025, Warmed Omari est prêté pour une durée d'un an avec option d’achat au Hambourg SV,,.

### En sélection nationale
Il est appelé pour la première fois en équipe de France espoirs par Sylvain Ripoll dans le cadre de deux matchs dont un pour les qualifications Euro espoir 2023 face aux îles Féroé et un amical face à l'Irlande du Nord.
Le 24 mars 2022, il honore sa première sélection en Équipe de France espoirs à l'occasion de la victoire des bleuets deux buts à zéro face aux Iles Féroé dans le cadre de la 7e journée des qualifications pour l'Euro espoirs 2023.
Né à Mayotte de parents comoriens, il est appelé pour la 1re fois par la sélection comorienne le 28 août 2024 dans le cadre des matchs qualificatifs de la CAN 2025 au Maroc.

## Style de jeu
Selon Bruno Genesio, son entraîneur au Stade rennais FC, Warmed Omari est « un joueur complet : un joueur de duel, d'abord, qui aime défendre (…) Il est aussi très juste techniquement. Il a une très bonne première passe, une qualité de relance assez impressionnante, un bon jeu aérien ».

## Statistiques

### En club
| Saison                | Club                      | Championnat           | Championnat | Championnat | Championnat | Coupe(s) nationale(s) | Coupe(s) nationale(s) | Coupe(s) nationale(s) | Compétition(s) continentale(s) | Compétition(s) continentale(s) | Compétition(s) continentale(s) | Compétition(s) continentale(s) | Total | Total | Total |
| Saison                | Club                      | Division              | M.          | B.          | P.d.        | M.                    | B.                    | P.d.                  | Comp.                          | M.                             | B.                             | P.d.                           | M.    | B.    | P.d.  |
| 2021-2022             | Stade rennais FC          | Ligue 1               | 34          | 0           | 0           | 1                     | 1                     | 0                     | C4                             | 5                              | 0                              | 0                              | 40    | 1     | 0     |
| 2022-2023             | Stade rennais FC          | Ligue 1               | 16          | 0           | 0           | 0                     | 0                     | 0                     | C3                             | 2                              | 0                              | 0                              | 18    | 0     | 0     |
| 2023-2024             | Stade rennais FC          | Ligue 1               | 25          | 1           | 0           | 5                     | 0                     | 0                     | C3                             | 6                              | 0                              | 1                              | 36    | 1     | 1     |
| Sous-total            | Sous-total                | Sous-total            | 75          | 1           | 0           | 6                     | 1                     | 0                     | -                              | 13                             | 0                              | 1                              | 94    | 2     | 1     |
| 2024-2025             | Olympique lyonnais (prêt) | Ligue 1               | 1           | 0           | 0           | 1                     | 0                     | 0                     | C3                             | 2                              | 0                              | 0                              | 4     | 0     | 0     |
| 2025-2026             | Hambourg SV (prêt)        | Bundesliga            | 0           | 0           | 0           | 0                     | 0                     | 0                     | -                              | -                              | -                              | -                              | 0     | 0     | 0     |
| Total sur la carrière | Total sur la carrière     | Total sur la carrière | 76          | 1           | 0           | 7                     | 1                     | 0                     | -                              | 15                             | 0                              | 1                              | 98    | 2     | 1     |

### En sélection nationale
| Années                | Sélection             | Phases finales        | Phases finales | Phases finales | Phases finales | Éliminatoires | Éliminatoires | Éliminatoires | Éliminatoires | Amicaux | Amicaux | Amicaux | Total | Total | Total |
| Années                | Sélection             | Comp.                 | M.             | B.             | P.d.           | Comp.         | M.            | B.            | P.d.          | M.      | B.      | P.d.    | M.    | B.    | P.d.  |
| --------------------- | --------------------- | --------------------- | -------------- | -------------- | -------------- | ------------- | ------------- | ------------- | ------------- | ------- | ------- | ------- | ----- | ----- | ----- |
| 2024                  | Comores               | -                     | -              | -              | -              | CAN 2025      | 6             | 0             | 0             | -       | -       | -       | 6     | 0     | 0     |
| Total sur la carrière | Total sur la carrière | Total sur la carrière | 0              | 0              | 0              | -             | 6             | 0             | 0             | 0       | 0       | 0       | 6     | 0     | 0     |

Le tableau suivant liste les rencontres de l'équipe des Comores dans lesquelles Warmed Omari a été sélectionné depuis le 4 septembre 2024 jusqu'à présent :

## Palmarès

### En club
| Stade rennais FC (1)                                    |
| ------------------------------------------------------- |
| - Championnat de France -19 ans (1) - Vainqueur : 2019. |